# Électrodynamique des milieux continus

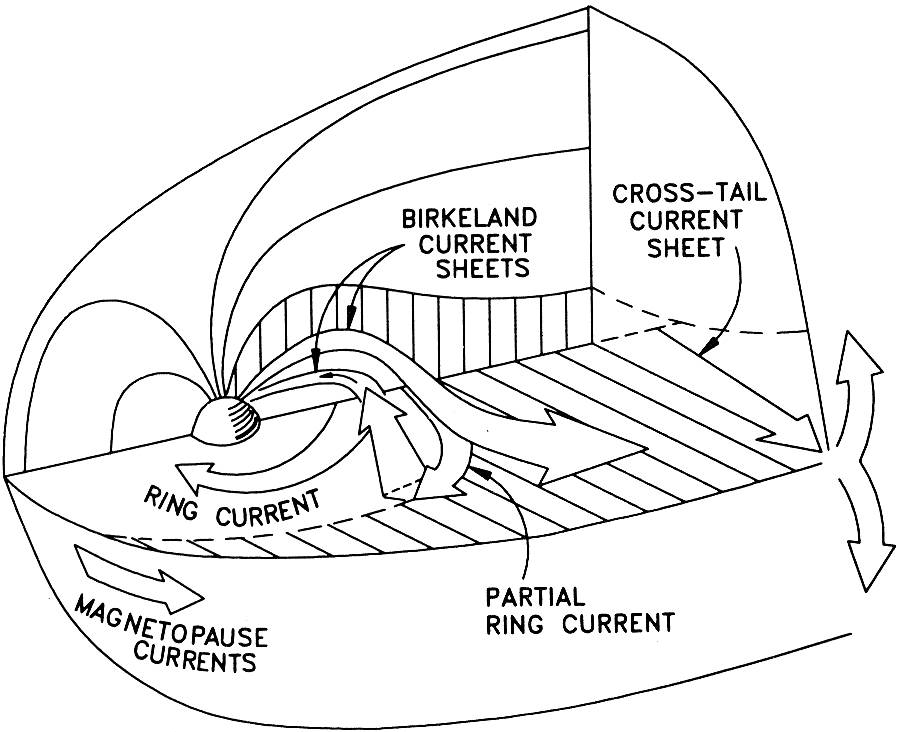
Schéma de millieux continus sur terre

L'électrodynamique des milieux continus décrit les phénomènes électromagnétiques macroscopiques se déroulant au sein d'un milieu matériel, décrit comme un milieu continu.

## L'hypothèse du milieu continu
Si l'on regarde la matière de « très près » (échelle nanoscopique), la matière est granulaire, faite d'atomes. Mais à l'œil nu (donc en se plaçant à notre échelle macroscopique), un objet solide ou fluide semble continu, c'est-à-dire que ses propriétés semblent varier progressivement, sans à-coups.
L'hypothèse des milieux continus consiste à considérer des milieux dont les propriétés caractéristiques qui nous intéressent — densité, élasticité, etc. — sont continues. Une telle hypothèse permet d'avoir recours aux outils mathématiques reposant sur les fonctions continues et/ou dérivables.
Des hypothèses supplémentaires peuvent éventuellement être faites ; ainsi un milieu continu peut être :
- linéaire
- homogène : ses propriétés sont les mêmes en tout point.
- isotrope : ses propriétés ne dépendent pas du repère dans lequel elles sont observées ou mesurées.
- parfait : le milieu se polarise ou s'aimante instantanément lorsqu'un champ extérieur est appliqué
- ohmique : lorsque le milieu est conducteur, la densité de courant qui le traverse est proportionnelle au champ électrique.

## Notations
Les grandeurs électromagnétiques dépendent des variables d'espace {\displaystyle {\vec {r}}} et de temps {\displaystyle \mathbf {t} }, ou de la fréquence normalisée {\displaystyle \omega } (régime harmonique). Ces grandeurs sont réelles mais peuvent être notées par des grandeurs complexes. 

### Grandeurs électriques
| Grandeur                                                                                       | Dénomination                           | Unités SI                                                       |
| ---------------------------------------------------------------------------------------------- | -------------------------------------- | --------------------------------------------------------------- |
| {\displaystyle {\vec {E}}({\vec {r}},t)} ou {\displaystyle {\vec {E}}({\vec {r}},\omega )}     | Vecteur champ électrique               | volt par mètre : {\displaystyle {\rm {V\cdot m^{-1}}}}          |
| {\displaystyle {\vec {D}}({\vec {r}},t)} ou {\displaystyle {\vec {D}}({\vec {r}},\omega )}     | Vecteur induction électrique           | coulomb par mètre carré : {\displaystyle {\rm {C\cdot m^{-2}}}} |
| {\displaystyle \rho _{l}({\vec {r}},t)} ou {\displaystyle \rho _{l}({\vec {r}},\omega )}       | Densité de charge libre                | coulomb par mètre cube : {\displaystyle {\rm {C\cdot m^{-3}}}}  |
| {\displaystyle {\vec {P}}({\vec {r}},t)} ou {\displaystyle {\vec {P}}({\vec {r}},\omega )}     | Vecteur polarisation                   | coulomb par mètre carré : {\displaystyle {\rm {C\cdot m^{-2}}}} |
| {\displaystyle \varepsilon ({\vec {r}},t)} ou {\displaystyle \varepsilon ({\vec {r}},\omega )} | Permittivité absolue du milieu continu | farad par mètre : {\displaystyle {\rm {F\cdot m^{-1}}}}         |
| {\displaystyle \varepsilon _{0}}                                                               | Permittivité du vide                   | farad par mètre : {\displaystyle {\rm {F\cdot m^{-1}}}}         |

### Grandeurs magnétiques
| Grandeur                                                                                           | Dénomination                           | Unités SI                                                                                            |
| -------------------------------------------------------------------------------------------------- | -------------------------------------- | --- |
| {\displaystyle {\vec {H}}({\vec {r}},t)} ou {\displaystyle {\vec {H}}({\vec {r}},\omega )}         | Vecteur champ magnétique               | ampère par mètre : {\displaystyle {\rm {A\cdot m^{-1}}}}                                             |
| {\displaystyle {\vec {B}}({\vec {r}},t)} ou {\displaystyle {\vec {B}}({\vec {r}},\omega )}         | Vecteur induction magnétique           | weber par mètre carré : {\displaystyle {\rm {Wb\cdot m^{-2}}}}, ou tesla : {\displaystyle {\rm {T}}} |
| {\displaystyle {\vec {J_{l}}}({\vec {r}},t)} ou {\displaystyle {\vec {J_{l}}}({\vec {r}},\omega )} | Vecteur densité de courant libre       | ampère par mètre carré : {\displaystyle {\rm {A\cdot m^{-2}}}}                                       |
| {\displaystyle {\vec {M}}({\vec {r}},t)} ou {\displaystyle {\vec {M}}({\vec {r}},\omega )}         | Vecteur aimantation                    | ampère par mètre : {\displaystyle {\rm {A\cdot m^{-1}}}}                                             |
| {\displaystyle \mu ({\vec {r}},t)} ou {\displaystyle \mu ({\vec {r}},\omega )}                     | Perméabilité absolue du milieu continu | henry par mètre : {\displaystyle {\rm {H\cdot m^{-1}}}}                                              |
| {\displaystyle \mu _{0}}                                                                           | Perméabilité du vide                   | henry par mètre : {\displaystyle {\rm {H\cdot m^{-1}}}}                                              |

Selon les auteurs et les sources, le champ magnétique est désigné par {\displaystyle {\vec {H}}} ou {\displaystyle {\vec {B}}}. Historiquement, {\displaystyle {\vec {H}}} fut désigné comme « champ magnétique », et {\displaystyle {\vec {B}}} comme « induction magnétique », cependant aujourd'hui {\displaystyle {\vec {B}}} désigne le champ magnétique dans le vide. Il faut faire la distinction entre les conditions du vide ou d'un milieu microscopique (équivalent au vide localement), et les conditions d'un milieu matériel mésoscopique ou macroscopique. Dans le vide, {\displaystyle {\vec {B}}} et {\displaystyle {\vec {H}}} sont, à une constante près {\displaystyle \mu _{0}}, égaux, et la notion d’« induction magnétique » n'a pas vraiment de sens ; {\displaystyle {\vec {B}}} et {\displaystyle {\vec {H}}} désignent donc la même chose, le « champ magnétique ». Dans un milieu matériel, c'est {\displaystyle {\vec {H}}} qui est mesuré et qui a les propriétés mathématiques d'un champ vectoriel (comme le champ électrique), la terminaison « champ magnétique » est donc préférablement attribuée à {\displaystyle {\vec {H}}} pour les milieux matériels.

### Outils différentiels
| Grandeur                                                           | Dénomination                               | Unités SI                                   |
| ------------------------------------------------------------------ | ------------------------------------------ | ------------------------------------------- |
| {\displaystyle \mathrm {d} {\vec {l}}({\vec {r}})}                 | Différentielle orientée de chemin Vecteur  | mètre : {\displaystyle {\rm {m}}}           |
| {\displaystyle \mathrm {d} {\vec {S}}({\vec {r}})}                 | Différentielle orientée de surface         | mètre carré : {\displaystyle {\rm {m^{2}}}} |
| {\displaystyle \mathrm {d} V} ou {\displaystyle \mathrm {d} \tau } | Différentielle de volume {\displaystyle V} | mètre cube : {\displaystyle {\rm {m^{3}}}}  |
| {\displaystyle {\vec {\nabla }}_{\vec {r}}}                        | Opérateur différentiel Nabla               | par mètre : {\displaystyle {\rm {m^{-1}}}}  |

Remarque :
Selon les auteurs on trouve parfois le vecteur {\displaystyle {\vec {A}}} pour la surface mais cela pose un risque de confusion avec le potentiel vecteur noté de la même manière. C'est pourquoi on utilise {\displaystyle {\vec {S}}} ici.

## Lois fondamentales
En général, afin de décrire l'électrodynamique des milieux, l'on pose les 3 postulats fondamentaux suivants : 

### Équations de Maxwell macroscopiques
Quel que soit le milieu continu, les équations dites de Maxwell permettent de décrire l'évolution des grandeurs électromagnétiques dans ce milieu, et s'écrivent dans le Système international d'unités comme :
| Loi                              | Forme « intégrale » | Forme « locale » |
| -------------------------------- | --- | --- |
| Loi d'induction de Faraday       | {\displaystyle \oint _{C}{\vec {E}}\cdot \mathrm {d} {\vec {l}}=-{\frac {\mathrm {d} }{\mathrm {d} t}}\int _{S}{\vec {B}}\cdot \mathrm {d} {\vec {S}}}                                                    | {\displaystyle {\overrightarrow {\mathrm {rot} }}\ {\vec {E}}=-{\frac {\partial {\vec {B}}}{\partial t}}} ou {\displaystyle {\vec {\nabla }}\times {\vec {E}}=-{\frac {\partial {\vec {B}}}{\partial t}}}                             |
| Loi de Maxwell-Ampère            | {\displaystyle \oint _{C}{\vec {H}}\cdot \mathrm {d} {\vec {l}}=\int _{S}{\vec {J_{l}}}\cdot \mathrm {d} {\vec {S}}+{\frac {\mathrm {d} }{\mathrm {d} t}}\int _{S}{\vec {D}}\cdot \mathrm {d} {\vec {S}}} | {\displaystyle {\overrightarrow {\mathrm {rot} }}\ {\vec {H}}={\vec {J_{l}}}+{\frac {\partial {\vec {D}}}{\partial t}}} ou {\displaystyle {\vec {\nabla }}\times {\vec {H}}={\vec {J_{l}}}+{\frac {\partial {\vec {D}}}{\partial t}}} |
| Loi de Gauss                     | {\displaystyle \oint _{S}{\vec {D}}\cdot \mathrm {d} {\vec {S}}=\int _{V}\rho \,\mathrm {d} V} | {\displaystyle \mathrm {div} \ {\vec {D}}=\rho _{l}} ou {\displaystyle {\vec {\nabla }}\cdot {\vec {D}}=\rho _{l}} |
| Absence de monopôles magnétiques | {\displaystyle \oint _{S}{\vec {B}}\cdot \mathrm {d} {\vec {S}}=0} | {\displaystyle \mathrm {div} \ {\vec {B}}=0} ou {\displaystyle {\vec {\nabla }}\cdot {\vec {B}}=0} |

### Relations de passage
Les relations précédentes gouvernent l'évolution des grandeurs électromagnétiques dans chaque milieu continu, toutefois il est donc nécessaire d'y ajouter les règles qui décrivent le passage d'un milieu à l'autre :
| Relation de passage                                                    | Forme "locale"                                                                               |
| ---------------------------------------------------------------------- | -------------------------------------------------------------------------------------------- |
| Continuité de la composante tangentielle de {\displaystyle {\vec {E}}} | {\displaystyle {\vec {n}}_{12}\wedge ({\vec {E}}_{2}-{\vec {E}}_{1})\ ={\vec {0}}}           |
| Saut de la composante tangentielle de {\displaystyle {\vec {H}}}       | {\displaystyle {\vec {n}}_{12}\wedge ({\vec {H}}_{2}-{\vec {H}}_{1})\ =\ {\vec {J_{l_{s}}}}} |
| Saut de la composante normale de {\displaystyle {\vec {D}}}            | {\displaystyle {\vec {n}}_{12}\ \cdot \ ({\vec {D}}_{2}-{\vec {D}}_{1})\ =\ \rho _{l_{s}}}   |
| Continuité de la composante normale de {\displaystyle {\vec {B}}}      | {\displaystyle {\vec {n}}_{12}\ \cdot \ ({\vec {B}}_{2}-{\vec {B}}_{1})\ =\ 0}               |

où {\displaystyle {\vec {J_{l_{s}}}}} et {\displaystyle \rho _{l_{s}}} représentent respectivement la densité superficielle de courant libre, et la densité superficielle de charge libre, qui peuvent exister à l'interface séparant les deux milieux.
À noter que ces relations de passage ne sont pas indépendantes des équations de Maxwell, 
elles peuvent très bien en être déduites tout naturellement. Une démonstration rigoureuse 
existe au sens mathématique en utilisant la théorie des distributions de L. Schwarz, et en considérant que les équations de Maxwell sont vraies au sens des distributions. Cependant, pour des raisons pratiques, il est beaucoup plus commode de considérer séparément les équations de Maxwell prises au sens des fonctions, et les relations de passage.

### Définition des champs auxiliaires
Les champs {\displaystyle {\vec {D}}} et {\displaystyle {\vec {H}}} introduits précédemment sont définis par :
{\displaystyle {\vec {D}}({\vec {r}},t)=\varepsilon _{0}{\vec {E}}({\vec {r}},t)+{\vec {P}}({\vec {r}},t)}
{\displaystyle {\vec {H}}({\vec {r}},t)={\frac {1}{\mu _{0}}}{\vec {B}}({\vec {r}},t)-{\vec {M}}({\vec {r}},t),}
où {\displaystyle {\vec {P}}} est la polarisation électrique et {\displaystyle {\vec {M}}} l'aimantation du matériau. Ces deux derniers vecteurs sont reliés aux densités de charge et courant liés, par
{\displaystyle \rho _{\text{lié}}=-{\vec {\nabla }}\cdot {\vec {P}},}
{\displaystyle {\vec {J}}_{\text{lié}}={\vec {\nabla }}\wedge {\vec {M}}+{\frac {\partial {\vec {P}}}{\partial t}}.}
Si on exprime les densités totales de charge et de courant comme la somme d'une composante liée et d'une composante libre :
{\displaystyle \rho =\rho _{\text{lié}}+\rho _{l},}
{\displaystyle {\vec {J}}={\vec {J}}_{\text{lié}}+{\vec {J}}_{l},}
on peut montrer l'équivalence entre les équations de Maxwell macroscopiques décrites ci-dessus et les équations de Maxwell microscopiques telles qu'on les écrit dans le vide.

### Force exercée sur une charge
Voir l'article sur la Force électromagnétique ou Force de Lorentz. Dans un milieu continu, cela permet d'expliquer l'effet Hall ou la force de Laplace.

## Relations de constitution
Les équations de Maxwell citées ci-dessus sont vraies a priori dans un milieu quelconque, et donnent la dynamique des champs. Cependant, elles ne permettent pas de caractériser complètement le problème, puisque le système à résoudre contient plus d'inconnues que d'équations. Il faut donc émettre des hypothèses supplémentaires qui relient les champs {\displaystyle {\vec {E}}({\vec {r}},t)}, {\displaystyle {\vec {H}}({\vec {r}},t)}, 
{\displaystyle {\vec {D}}({\vec {r}},t)} et {\displaystyle {\vec {B}}({\vec {r}},t)} entre eux, via les propriétés physiques (permittivité, perméabilité, conductivité) du milieu continu considéré.  
Ces relations de physiciens sont appelés "relations de constitution" du milieu.
Il est à noter que le comportement d'un milieu matériel en présence de champs électrique ou magnétique peut être très complexe. Il n'est donc pas toujours possible de modéliser ce comportement par des relations analytiques simples. Aussi, dans la suite nous présentons les relations les plus simples possibles, à savoir celles qui s'appliquent dans le cas où la réponse du milieu est considérée comme linéaire.
Il faut cependant garder à l'esprit que beaucoup de matériaux, notamment les ferroélectriques et les ferromagnétiques, ont des comportements qui sont très loin de la linéarité. Même les matériaux qui peuvent être bien décrits par des relations linéaires à faible champ manifestent souvent des non-linéarités pour des champs suffisamment forts. Il y a enfin les milieux dits chiraux qui, bien que pouvant être linéaires, présentent des couplages entre leurs réponses électrique et magnétique, et échappent donc aux descriptions qui suivent.

### Les différentes relations existantes
- Milieu linéaire :

{\displaystyle {\vec {D}}({\vec {r}},\omega )=[\varepsilon ({\vec {r}},\omega )]*{\vec {E}}({\vec {r}},\omega )=\int _{V}\ [\varepsilon ({\vec {r}}-{\vec {r}}',\omega )]{\vec {E}}({\vec {r}}',\omega )d{\vec {r}}'}
{\displaystyle {\vec {B}}({\vec {r}},\omega )=[\mu ({\vec {r}},\omega )]*{\vec {H}}({\vec {r}},\omega )=\int _{V}\ [\mu ({\vec {r}}-{\vec {r}}',\omega )]{\vec {H}}({\vec {r}}',\omega )d{\vec {r}}'}
où {\displaystyle [\varepsilon ({\vec {r}},\omega )]} et {\displaystyle [\mu ({\vec {r}},\omega )]} sont des matrices 3x3, appelées respectivement permittivité absolue du milieu, et perméabilité absolue du milieu. Dans l'expression des champs dans l'espace spatiale réciproque (transformée de Fourier en trois dimensions), le produit de convolution serait remplacé par un simple produit. 
- Milieu linéaire local : le champ induit en un point ne dépend que des propriétés du milieu et du champ inducteur en ce point, le produit de convolution spatial est donc remplacé par un produit classique :

{\displaystyle {\vec {D}}({\vec {r}},\omega )=[\varepsilon ({\vec {r}},\omega )]{\vec {E}}({\vec {r}},\omega )}
{\displaystyle {\vec {B}}({\vec {r}},\omega )=[\mu ({\vec {r}},\omega )]{\vec {H}}({\vec {r}},\omega )}
- Milieu linéaire homogène : même propriétés du milieu en chaque point, {\displaystyle [\varepsilon ({\vec {r}},\omega )]} et {\displaystyle [\mu ({\vec {r}},\omega )]} sont des matrices 3x3 dont les coefficients ne dépendent pas de la position :

{\displaystyle {\vec {D}}({\vec {r}},\omega )=[\varepsilon (\omega )]*{\vec {E}}({\vec {r}},\omega )}
{\displaystyle {\vec {B}}({\vec {r}},\omega )=[\mu (\omega )]*{\vec {H}}({\vec {r}},\omega )}
Échappent à ces relations (milieux inhomogènes), par exemple, les milieux dont les propriétés 
sont influencées par un gradient de température, ce qui donne le phénomène de mirage.
- Milieu linéaire isotrope : même propriétés dans toutes les directions, {\displaystyle [\varepsilon ({\vec {r}},\omega )]} et {\displaystyle [\mu ({\vec {r}},\omega )]} sont diagonalisables, avec mêmes coefficients sur la diagonales, ce qui ramène à une fonction :

{\displaystyle {\vec {D}}({\vec {r}},\omega )=\varepsilon ({\vec {r}},\omega )*{\vec {E}}({\vec {r}},\omega )}
{\displaystyle {\vec {B}}({\vec {r}},\omega )=\mu ({\vec {r}},\omega )*{\vec {H}}({\vec {r}},\omega )}
Échappent à ces relations (milieux anisotropes), par exemple, les milieux biréfringents (la matrice est diagonale, mais avec des coefficients différents), milieux gyrotropes...
- Milieu linéaire non dispersif : dans certains diélectriques, et pour une certaine bande de fréquence, on suppose que la permittivité et la perméabilité ne dépendent pas de la fréquence normalisée :

{\displaystyle {\vec {D}}({\vec {r}},\omega )=[\varepsilon ({\vec {r}})]*{\vec {E}}({\vec {r}},\omega )}
{\displaystyle {\vec {B}}({\vec {r}},\omega )=[\mu ({\vec {r}})]*{\vec {H}}({\vec {r}},\omega )}
- Milieu ohmique : relation entre la densité de courant et le champ électrique :

{\displaystyle {\vec {J}}({\vec {r}},\omega )=\sigma (\omega ){\vec {E}}({\vec {r}},\omega )}

### Construction à partir des susceptibilités
Il est possible de « construire » les relations de constitution des milieux continus en considérant que la polarisation électrique et l'aimantation du matériau sont des « réponses » respectivement au champ électrique et au champ magnétique appliqués. En supposant que ces réponses sont linéaires, on peut écrire :
{\displaystyle {\vec {P}}({\vec {r}},\omega )=\varepsilon _{0}[\chi _{e}({\vec {r}},\omega )]*{\vec {E}}({\vec {r}},\omega )}
{\displaystyle {\vec {M}}({\vec {r}},\omega )=[\chi _{m}({\vec {r}},\omega )]*{\vec {H}}({\vec {r}},\omega )}
Où {\displaystyle [\chi _{e}({\vec {r}},\omega )]} et {\displaystyle [\chi _{m}({\vec {r}},\omega )]} sont désignés respectivement comme la susceptibilité électrique, et la susceptibilité magnétique du milieu. Elles sont caractéristiques du milieu, et le définissent en quelque sorte.
Ce sont des matrices 3x3, dont les coefficients sont sans dimension, il en ressort que la polarisation et l'aimantation résultantes ne sont pas forcément orientés comme le champ électromagnétique extérieur qui les a engendré. À partir de ces relations et des définitions de {\displaystyle {\vec {D}}} et {\displaystyle {\vec {H}}} il vient : 
{\displaystyle {\vec {D}}({\vec {r}},\omega )=\varepsilon _{0}\ {\Big (}[Id]+[\chi _{e}({\vec {r}},\omega )]{\Big )}*{\vec {E}}({\vec {r}},\omega )}
{\displaystyle {\vec {B}}({\vec {r}},\omega )=\mu _{0}\ {\Big (}[Id]+[\chi _{m}({\vec {r}},\omega )]{\Big )}*{\vec {H}}({\vec {r}},\omega )}
Il est commode alors de définir les grandeurs suivantes : 
{\displaystyle [\varepsilon _{r}({\vec {r}},\omega )]=[Id]+[\chi _{e}({\vec {r}},\omega )]}
{\displaystyle [\mu _{r}({\vec {r}},\omega )]=[Id]+[\chi _{m}({\vec {r}},\omega )]}
Respectivement la permittivité relative et la perméabilité relative du milieu. Ce sont aussi 
des matrices 3x3 dont les coefficients sont sans dimension. Il est très utile de définir ces grandeurs qui servent le plus souvent dans les équations et les calculs en électrodynamique des milieux continus (plus que les susceptibilités). 
Enfin en définissant les grandeurs {\displaystyle [\varepsilon ({\vec {r}},\omega )]=\varepsilon _{0}[\varepsilon _{r}({\vec {r}},\omega )]} et {\displaystyle [\mu ({\vec {r}},\omega )]=\mu _{0}[\mu _{r}({\vec {r}},\omega )]}, on retombe sur la permittivité absolue et la perméabilité absolue définie dans le cas des milieux continus linéaires. On retrouve alors les relations de constitutions d'un milieu linéaire (premières relations énoncées) :
{\displaystyle {\vec {D}}({\vec {r}},\omega )=[\varepsilon ({\vec {r}},\omega )]*{\vec {E}}({\vec {r}},\omega )}
{\displaystyle {\vec {B}}({\vec {r}},\omega )=[\mu ({\vec {r}},\omega )]*{\vec {H}}({\vec {r}},\omega )}

### Ouvrages d'introduction
Accessible au niveau du premier cycle universitaire.
- Richard P. Feynman, Robert B. Leighton et Matthew Sands (en), Le Cours de physique de Feynman [détail de l’édition], InterEditions, 1979, publié en deux volumes : 
  - Électromagnétisme I  (ISBN 2-7296-0028-0), rééd. Dunod  (ISBN 2-10-004861-9)
  - Électromagnétisme II  (ISBN 2-7296-0029-9), rééd. Dunod  (ISBN 2-10-004316-1)

### Ouvrages de référence
- Lev Landau et Evgueni Lifchits, Physique théorique, t. 8 : Électrodynamique des milieux continus [détail des éditions]
- John David Jackson (trad. de l'anglais), Électrodynamique classique [« Classical Electrodynamics »] [détail de l’édition]
- Wolfgang K. H. Panofsky et Melba Phillips ; Classical electricity and magnetism, Addison-Wesley (2e édition-1962). Réédité par : Dover Publications, Inc. (2005),  (ISBN 0486439240). L'ouvrage de référence en électrodynamique classique avant la parution du Jackson

### Aspects historiques
- Olivier Darrigol ; Les équations de Maxwell - de MacCullagh à Lorentz, Belin (2005),  (ISBN 2-7011-3073-5). Historien des sciences, Olivier Darrigol est chercheur au CNRS. Les équations de Maxwell, véritable monument scientifique, fournissent une description précise de l’ensemble des phénomènes électromagnétiques. Bien que James Clerk Maxwell ait joué le rôle le plus éminent dans leur introduction, elles sont apparues dans des contextes divers sous la plume de plusieurs auteurs (MacCullagh, Maxwell et Lorenz) et n’ont acquis leur interprétation moderne que grâce aux efforts d’héritiers de Maxwell (Heaviside, Hertz et Lorentz). C’est ce que montre l’auteur, à travers l’étude détaillée de textes fondateurs écrits dans les deux derniers tiers du XIXe siècle.